# Le Maître de jeu
Pour le joueur coordinateur d'un jeu de rôle, voir meneur de jeu.
 (novembre 2023).
Le Maître de jeu est une série de bande dessinée fantastique française scénarisée par Éric Corbeyran.
- Dessins : Gregory Charlet (tomes 1 à 4), Horne (tome 5 et 6)
- Couleurs : Gregory Charlet (tomes 1 à 4), Juliette Nardin (tome 5 et 6)

## Albums
1. Testament (2000)
2. Prémonition (2001)
3. Matrice (2002)
4. Descendance (2004)
5. Ennemi (2007)
6. Rêve (2008)

## Publication
- Delcourt, collection « Machination » : tomes 1 à 6.